# Nemčija med letoma 1945 in 1949
Potsdamska konferenca je avgusta 1945 določila, da se ozemlje premagane Nemčije razdeli na štiri cone pod okupacijo zmagovalcev, to je Sovjetske zveze, ZDA, Združenega Kraljestva in Francije. Predvideno je bilo, da bo okupacija trajala samo do podpisa formalne mirovne pogodbe, do česar je pa prišlo šele leta 1990.
Sovjetska zveza je dobila v upravo pokrajino vzhodno od linije Odra-Nisa, kar je dejansko povečalo ozemlje njene zaveznice Poljske. ZDA so okupirale južne predele bivše Nemčije, Združeno kraljestvo pa severovzhodne, medtem ko sta bila dodeljena Franciji dva teritorija na jugozahodu. Bivša prestolnica Berlin, ki se je nahajala v sovjetskem sektorju, je bila prav tako razdeljena na štiri cone; trije sektorji, ki niso bili v stiku s pripadajočimi ozemlji, so  bili povezani z zahodom z letalskim koridorjem.
Začetek hladne vojne je že leta 1948 spremenil smisel Potsdamskih dogovorov. Zahodne velesile so enostransko uvedle Maršalov plan (European Recovery Program) in valutarno reformo v nemških ozemljih pod svojo upravo, kar je direktno oškodovalo vso cono pod sovjetsko upravo in Sovjetsko zvezo samo, ki se je zaradi tega umaknila od sporazuma. Že naslednje leto 1949 so se štiri velesile odpovedale okupaciji v prid ustanovitve dveh novih Nemčij, in sicer Zvezne republike Nemčije na zahodnih ozemljih in Nemške demokratične republike na vzhodnih. Okupiran je ostal samo Berlin.
To stanje je trajalo do leta 1990, ko se je Nemška demokratična republika priključila Zvezni republiki Nemčiji in s tem prenehala obstajati. Berlin je bil osvobojen in je spet postal nemška prestolnica.